# 랑겐부르크

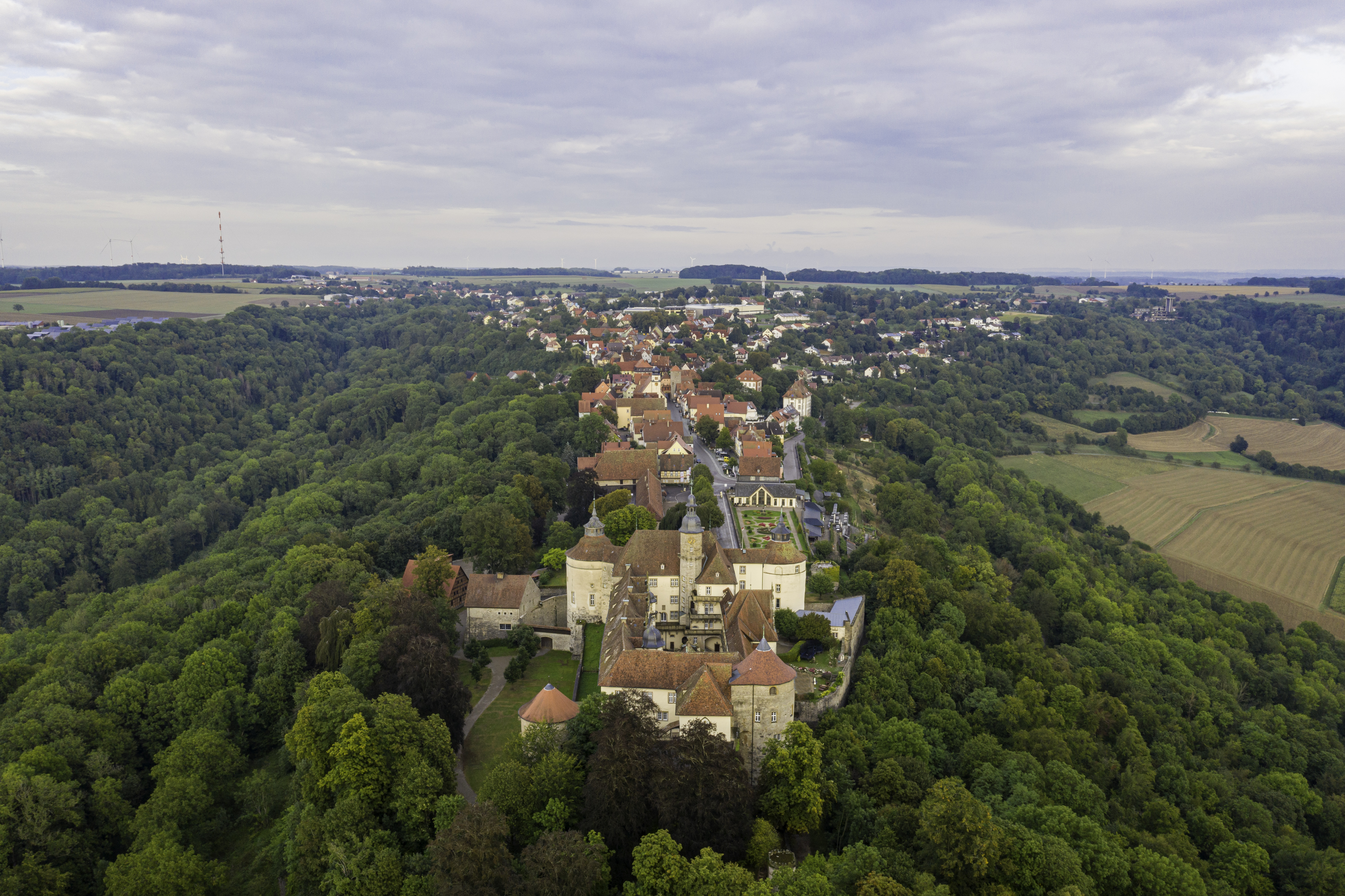
랑겐부르크의 전경

랑겐부르크(Langenburg)는 독일 바덴뷔르템베르크주의 도시이다. 이 강은 언덕 위에 위치해 있으며, 18km의 북동쪽으로 18km 떨어진 언덕 위에 위치해 있다.